# Коломак (городище)
Городище «Коломак», також Коломакське городище  —  пам'ятка археології національного значення, охоронний № 200025-Н, взятий під охорону держави Постановою КМУ № 928 від 03.09.2009.

## Датування
Кінець VI — початок III ст. до н. е.

## Площа
≈13,4 га.

## Розташування
0,6 км на північ від західного краю смт. Коломак Коломацького району Харківської області. Городище розташоване в урочищі Лозовий яр, на покатому мисі лівого (східного) берега широкого розлогого яру, з якого бере свій початок безіменна притока р. Коломак (ліва притока р. Ворскла).

## Історія дослідження
Вперше городище згадується у 1571 році. Розшукали його та обстежили першими у 1924 р. археологи Харківського університету Олександр Федоровський та О. О. Потапов, короткі відомості у 1930 р. подав про нього М. К. Фукс. У 1945 р. городище обстежував Іван Ляпушкін, в 1950-ті — Борис Шрамко. У 1974—1975 рр. місцевий вчитель історії та краєзнавець А. А. Шинкаренко зібрав на поверхні значний та цікавий матеріал. Це призвело до того, що з 1976 по 1988 рр. тут проводилися планові археологічні розкопки. У 1976 р. дослідженнями керували В.Є. Раздзієвська та Борис Шрамко, а з 1977 — лише В. Є. Раздієвська. Всього було закладено 4 розкопи загальною площею більш ніж 3,5 тис. м2: по два на основному дворі та предградді, здійснені дослідження решток оборонних споруд, які на той час були практично знівельовані постійною оранкою і бульдозером.

## Опис
Городище складається з головного, західного, двору (≈ 5,4 га), захисні лінії якого видовжені на 900 м, та значного передграддя зі сходу (≈ 8 га, дугоподібна захисна лінія якого тягнеться на 850 м). Загальна довжина пам'ятки зі сходу на захід ≈600 м, максимальна ширина з півночі на південь ≈300 м. Пам'ятка має додатковий захисний вал довжиною 300 м з напільного східного боку.
Внаслідок проведених досліджень з'ясовано, що городище створено лісостеповим скіфоїдним населенням ранньої залізної доби. Ґрунтові вали та рови були створені по периметру, додаткова внутрішня лінія «рів — вал» відділяла головний (західний) двір від східного передграддя. За археологічними дослідженнями прослідковано наслідки двох розгромів городища, які супроводжувалися пожежами, руйнуваннями та загибеллю мешканців. Перший напад відноситься до межі VI—V ст. до н. е., коли городище постраждало від набігів скіфів-степовиків. Але після цього воно було відновлене і посилене додатковим валом та ровом зі східного боку. На межі VI—III ст. до н. е. пам'ятка знов зазнала розгрому, скоріш за все — від сармат, що поклало кінець його існуванню.
Культурний шар має потужність 40–60 см, він значною мірою насичений знахідками скіфського часу ранньої залізної доби, що представляють всі категорії речей: знаряддя праці, зброя, прикраси, культові, побутові речі та місцева ліпна кераміка. Значною мірою представлена імпортна амфорна тара.
Виявлені 14 жител двох типів (переважають наземні житла із заглибленою підлогою, але є і землянки), господарчі ями, колодязь, відкриті вогнища.
Лінія укріплень являє собою систему ґрунтових валів і ровів як по периметру, так і додатково: розділяючи основний двір та передграддя та додатково захищаючи городище з напільного боку (зі сходу). В східній частині укріплених ліній були створені воротні проїзди.  Вали практично розорані. Досліджена частина рову, що відділяв основний двір від предграддя, мав ширину 11 м, глибину у 2,5 м та плоске дно.

## Сучасне використання
Використовується для сільськогосподарських угідь, знаходиться під практично щорічною оранкою.